# Zalámaná dolina

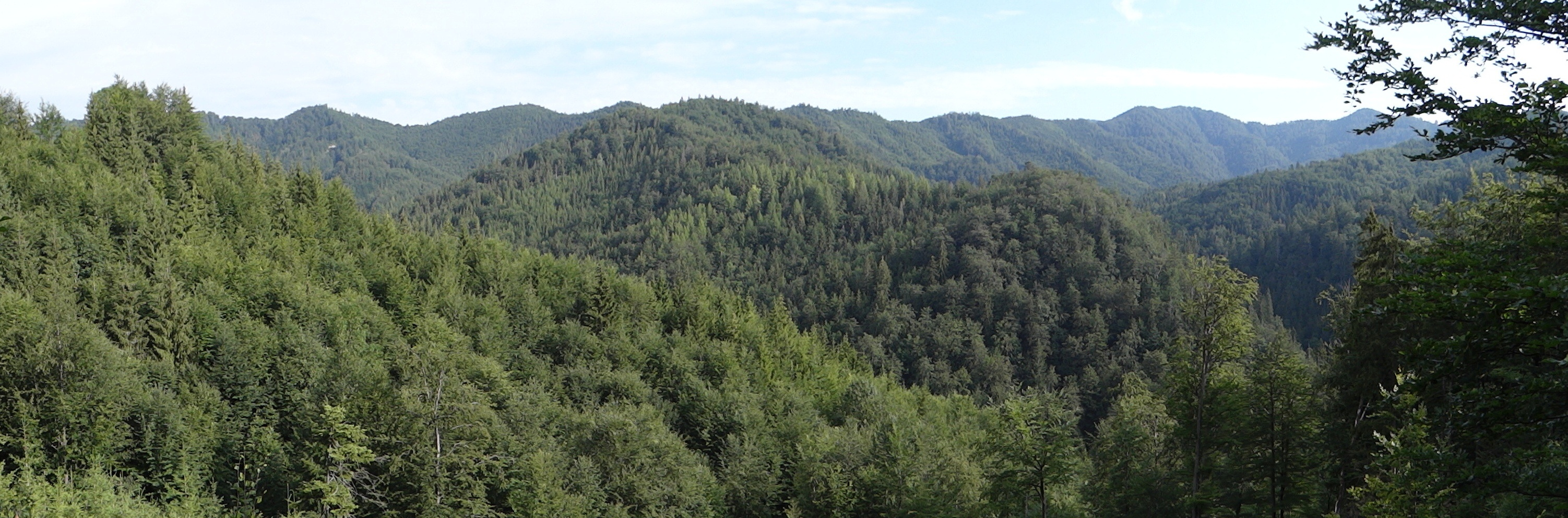
Widok z drogi krajowej nr 14

Zalámaná dolina – dolina w Wielkiej Fatrze na Słowacji będąca najdalej na zachód położonym orograficznie lewym odgałęzieniem Harmaneckiej doliny. Opada w kierunku południowo-zachodnim, następnie łukowato zakręca zmieniając kierunek na południowo-wschodni. Jej prawe zbocza tworzy opadający do przełęczy Malý Šturec południowo-zachodni grzbiet szczytu Krásny kopec (1237 m), a dalej północno-wschodnie zbocza szczytu Priečny vrch (1048 m) należącego do Gór Kisukich. Zbocza lewe tworzy południowy grzbiet odbiegający od grzbietu łączącego Krásny kopec z ČrhÍą (1207 m). Dnem doliny spływa potok Harmanec.
Przez Zalámaną dolinę nie prowadzi żaden szlak turystyczny. Jest całkowicie porośnięta lasem. Są w nim liczne skały i odsłonięcia skalne. Jej fatrzańska część znajduje się w obrębie Parku Narodowego Wielka Fatra. Dzika i niezamieszkana przez ludzi Zalámaná dolina jest siedliskiem życia wielu gatunków zwierząt, a jej lasy w wielu miejscach mają charakter pierwotny. W górnej części doliny utworzono rezerwat przyrody Krásno.